# 福德 (澳大利亞國會選區)
福德選區（英語：Division of Forde），是澳大利亞昆士蘭州的下議院選區，位於州府布里斯班南郊北部，面積419平方公里。
選區始於1984年，因第十五任總理法蘭克·福德而得名。是自由黨和工黨競爭的選區。2010年大選，伯特·范梅南以昆士蘭自由國家黨名義當選。